# 日産プリンス三重販売
日産プリンス三重販売株式会社（にっさんプリンスみえはんばい）とは、三重県四日市市に本社を置く日産自動車の販売会社である。

## 沿革
- 1957年4月-日産プリンス三重販売の前身である三重プリンス自動車株式会社創立。
- 1966年4月13日-日産プリンス三重販売設立。

## 三重県内の他日産車販売店
- 三重日産自動車

## 事業所
新車販売・サービス店舗
- 桑名江場店
  - 桑名市大字江場字中野638-2
- 桑名安永店
  - 桑名市安永1342
- いなべ店
  - 員弁郡東員町穴太2286-1
- 四日市店
  - 四日市市八田3-3-32
- 四日市新正店
  - 四日市市新正4-2-8
- 四日市西店
  - 四日市市高角町2538-1
- 鈴鹿店
  - 鈴鹿市須賀3丁目14-30
- 鈴鹿安塚店
  - 鈴鹿市安塚町150-1
- 鈴鹿平田店
  - 鈴鹿市算所5丁目24-45
- 津垂水店
  - 津市垂水119-1
- 津南店
  - 津市大字垂水490-1
- 一志日置店
  - 津市一志町日置4-3
- 上野中瀬インター店
  - 伊賀市西明寺850
- 名張蔵持店
  - 名張市蔵持町原出762-1
- 松阪三雲店
  - 松阪市久米町1121
- 松阪店
  - 松阪市川井町添田1366
- 尾鷲店
  - 尾鷲市桂ヶ丘73-1
- 伊勢玉城店
  - 度会郡玉城町長更817-1
- 伊勢度会橋店
  - 伊勢市中須町635
- 伊勢東店
  - 伊勢市通町215

新車販売店舗
- 本社特販部
  - 四日市市八田3丁目3番32号

中古車販売店舗
- U-Cars四日市
  - 四日市市八田3丁目3-32
- U-Cars鈴鹿
  - 鈴鹿市西条町四反田496
- U-Cars津
  - 津市垂水119-1
- U-Cars松阪
  - 松阪市船江町字鈴御堂729
- U-Cars伊勢
  - 伊勢市中須町635-8